# 下平駅
下平駅（しもだいらえき）は、長野県下伊那郡高森町山吹にある、東海旅客鉄道（JR東海）飯田線の駅である。

## 歴史
- 1923年（大正12年）3月13日：伊那電気鉄道市田 - 山吹間延伸時に下平停留場として開設[1][2]。旅客駅[2]。当時の行政区画は長野県下伊那郡山吹村である。
- 1943年（昭和18年）8月1日：伊那電気鉄道線が飯田線の一部として国有化、鉄道省（後の日本国有鉄道）に移管[2][3]。同時に下平駅に昇格[2]。
  - 当時は、東海道本線浜松 - 名古屋間の各駅や飯田線の各駅、中央本線上諏訪 - 塩尻間の各駅、松本駅を発着する旅客のみ利用出来た[2]。
- 1954年（昭和29年）12月1日：東京都区内の各駅や長野駅を発着する旅客も利用可能となる[2]。
- 1957年（昭和32年）7月1日：当駅が所在していた山吹村が市田村と合併、現在の高森町になる。
- 1971年（昭和46年）
  - 4月1日：旅客発着駅制限撤廃[2]。
  - 12月1日：無人駅化[4]。
- 1987年（昭和62年）4月1日：国鉄分割民営化に伴い、JR東海の駅となる[2][5]。

## 駅構造
単式ホーム1面1線を有する地上駅。飯田駅管理の無人駅で駅舎は無く、ホーム上に待合所がある。

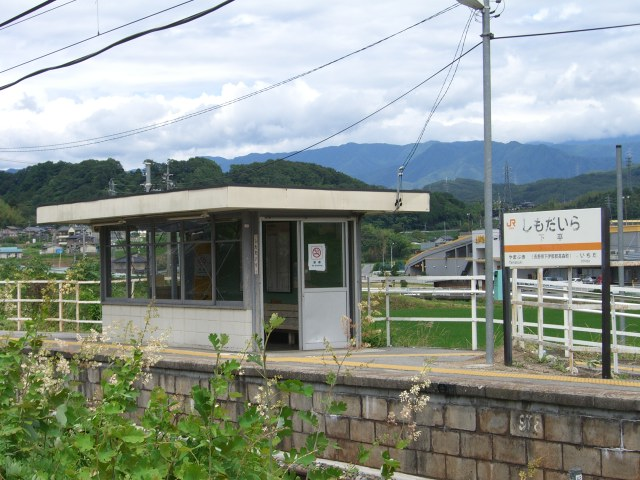
待合所（2008年6月）

## 利用状況
「長野県統計書」によると、1日平均乗車人員は以下の通り。
- 2007年度 - 97人[1]
- 2009年度 - 74人[1]
- 2010年度 - 66人
- 2011年度 - 66人
- 2012年度 - 62人
- 2013年度 - 75人
- 2014年度 - 81人
- 2015年度 - 94人
- 2016年度 - 106人[6]
- 2017年度 - 103人[7]
- 2018年度 - 105人[8]

## 駅周辺
- 天竜川
- 国道153号
- MEGAドン・キホーテ UNY高森店[9]
- アイホール高森
- カインズホーム高森店
- ファミリードラッグ高森店
- 泰山神社

高森町が商業企業を誘致した場所がある。

## 隣の駅
東海旅客鉄道（JR東海）
CD 飯田線
■快速「みすず」
通過
■普通
市田駅 - 下平駅 - 山吹駅